# Сегединці
Сегеди́нці — село в Україні, у Звенигородському районі Черкаської області, у складі Вільшанської селищної громади.

## Географія
Село Сегединці розташоване за 2 кілометри на північний захід від села Петрики та за 8 кілометрів у тому ж напрямку від селища Вільшана, розкинувшись у верхів'ї безіменного струмка (допливу річки Правої Журавки) та простягається з південного сходу на північний захід на 2,5 кілометри. Поверхня сільської території являє собою підвищену полого-хвилясту рівнину, розчленовану долиною струмка, а також значною кількістю ярів та балок. Загальний перепад висот становить близько 65 метрів, більші з яких підіймаються до відмітки 225 м, а менші опускаються до 160 м.

## Етимологія назви
В основі назви антропонім «Сегеда» — прізвище козака, що першим звів тут осаду. Колишня назва — Сегедин хутір.

## Населення
Цікавим джерелом інформації про мешканців Сегединців є зібрання історичних документів «Архив Юго-Западной России», в другому томі п'ятої частини цього видання опубліковано переписи єврейського населення на території Київського воєводства які відбулися в 1765—1791 роках. Перший перепис був проведений в 1765 році, тоді в Сегединцях проживало 10 євреїв, в 1775 — 4, в 1778— 3, в 1784— 4.
Перший відомий перепис населення Сегединців — це Ревізькі казки 1795 року (V ревізія). В сумі в документі перераховано поіменно 500 жителів села. 
|  | всего в селе сегединцах оседлыхь подданых мужского пола - 240, женского пола - 260 |

Станом на 1 січня 1842 року в Сегединцях нараховувалося 99 дворів, дані про чисельність населення датовані 1864 роком, краєзнавець Лаврентій Похилевич зазначає, що в селі проживає 710 осіб обох статей. Згідно з даними перепису населення Російської імперії, проведеним у 1897 році, кількість жителів в Сегединцях становила 923 особи. Чоловіків — 453, жінок — 470, з них аж 922 особи були православними, одна особа була іновірцем.
Станом на 1 січня 1900 р. в Сегединцях було 238 дворів, жителів обох статей — 1225, з них чоловіків — 623, жінок — 602 (що становило 8,37 % від загальної кількості мешканців Пединівської волості).
Станом на 2001 рік в селі проживало 324 особи.

## Історія
Краєзнавець Лаврентій Похилевич у своїй книзі «Сказання про населені місцевості Київської губернії», виданій у 1864 році пише:
|  | Сегединці, село біля вершин річки Вільшанки, в 2-х верстах на захід від Журавки. Жителів обох статей 710, поза тим в хуторах по річечці Мазник 70 душ. Церква Великомучениці Варвари, дерев'яна, побудована 1779 року; по штатах належить до 5-го класу; землі має 37 десятин. До села також належить хутір Петрики який є частиною Вільшанських маєтностей графів Браницьких, від Сегединців 1-а верста . |

У 1866 році внаслідок чергової адміністративної реформи Сегединці ввійшло в склад новоутвореної Пединівської волості. Відстань від повітового міста Звенигородки до села становила 27 верст.

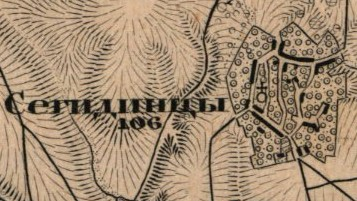
Сегединці на мапі Ф. Ф. Шуберта

В 1891 в селі була збудована нова церква Великомучениці Варвари, пізніше зруйнована комуністами. Станом же на 1 січня 1900 р. в Сегединцях було 238 дворів, за селом значилось 551 десятина землі, з яких 512 десятин належало селянам і 39 — церкві. Село належало поміщику Петру Павловичу Енгельгардту, вів його господарство управитель Йосип Францевич Кулицький за 4-пільною системою, в селянських господарствах практикувалася трипільна система. В селі діяли також каплиця, церковнопарафіяльна школа, два вітряних млини та сільський банк. Була також в селі запасна хлібна гамазея в якій на той час на зберіганні знаходилося 287 чвертей озимого і 143 чверті ярового хліба. Пожежна частина складалася з помпи, бочок, багрів та відер на утримання яких витрачалося щорічно до 15 рублів.
Село постраждало внаслідок геноциду українського народу, проведеного окупаційним урядом СРСР 1923—1933 та 1946–1947 роках.
Під час Голодомору 1932—1933 років загинуло 53 особи.
Навколо Сегединців розміщувались хутори: Ільченків, Гибалів, Різників та Моргунів.

## Сучасність
В селі не працює загальноосвітня школа І-III ступенів, фельдшерсько-акушерський пункт.

## Відомі люди
Уродженцями села є:
- Бондаренко Іван Максимович (22 серпня 1895⁣ — ⁣1968) — військовий, полковник, начальник 141 стрілецької дивізії РСЧА, викладач Ленінградського індустріального інституту[15];
- Моргун Артур Анатолійович (19 вересня 1996 — 18 березня 2022) - військовослужбовець, старший матрос, загинув в результаті бомбардування м. Миколаїв російською авіацією під час Російського вторгнення в Україну (2022);

## Цікаві факти
Село Сегединці згадується в повісті І.Нечуй-Левицького "Хмари". Тут проживає батько одного з головних героїв Василя Дашковича.
| Найпоширеніші прізвища в селі Сегединці на початку XX століття. |
| --- |
| Бабенко, Баліцький, Білоцерківський, Бондаренко, Боровий, Бубліїв, Бублій, Великий, Вовк, Ворушило, Гибало, Головко, Демченко, Денисенко, Дивний, Журавель, Ільченко, Іщенко, Карпенко, Клименко, Коваль, Кравець, Кубрак, Куроченко, Лапа, Ласкавий, Левченко, Лінник, Литвинів, Линник, Мироненко, Моргун, Нечипоренко, Осадчий, Остапенко, Попович, Різник, Романенко, Римаренко, Савенко, Семененко, Слюсар, Стогній, Товстоніс, Форостянка, Харченко, Хоружій, Христян, Хворостенко Чебець, Шаповал, Шевченко, Шеремет, Щербаков, Юрченко |